# Tenuipalpus eremitus
Tenuipalpus eremitus är en spindeldjursart som beskrevs av Mohammad Nazeer Chaudhri 1972. Tenuipalpus eremitus ingår i släktet Tenuipalpus och familjen Tenuipalpidae. Inga underarter finns listade i Catalogue of Life.